# 比施海姆
比施海姆是德国莱茵兰-普法尔茨州的一个市镇。总面积6.61平方公里，总人口700人，其中男性367人，女性333人（2011年12月31日），人口密度106人/平方公里。